# Wilhelm Urban (Schauspieler)

Wilhelm Urban, Porträt von Franz Xaver Winterhalter (1805–1873)

Wilhelm Urban (* 14. September 1793 in München; † 28. Februar 1833 ebenda) war ein deutscher Schauspieler und Librettist.

## Leben
Urban trat am 28. November 1813 zum ersten Mal als „Fridolin“ in dem gleichnamigen Schauspiel Holbeins in einer größeren Rolle auf der Hofbühne seiner Vaterstadt auf. Von 1814 bis zu seinem Tod gehörte er dieser Bühne an. Obwohl er klein von Gestalt war, beeindruckte er als jugendlicher Liebhaber durch seine lebhaften, schwarzen Augen und seine reine, melodische Stimme. Er besaß einen Sinn für das Große und zeichnete sich durch künstlerischen Ernst, große Innigkeit und Feinheit der Auffassung aus. Unter anderen spielte er die Titelrolle in Goethes Tasso und Faust, sowie den Pylades in Iphigenie, ferner den „Bassanio“ in Shakespeares Der Kaufmann von Venedig, vor allem aber glänzte er als Hamlet, dessen Monolog im dritten Akt er unübertrefflich gesprochen haben soll. Häufige Gastspiele, z. B. in Berlin (1817), Wien (1823) und Hamburg machten seinen Namen auch außerhalb Münchens berühmt, doch scheint er den Wienern nach den Aufzeichnungen in Costenobles Tagebüchern wenig gefallen zu haben. Urban hat sich auch als Dichter versucht. Er schrieb ein „Dramatisches Phantasiegemälde“ in einem Akt unter dem Titel Das erwachte Gewissen, das in Berlin am 12. Juli 1817 mit Musik von Lindpaintner aufgeführt wurde, und lieferte eine freie Bearbeitung von Shakespeares Die Komödie der Irrungen, die im Jahr 1832 über die Münchener Bühne ging. Er verstarb jung mit 39 Jahren.

## Grabstätte

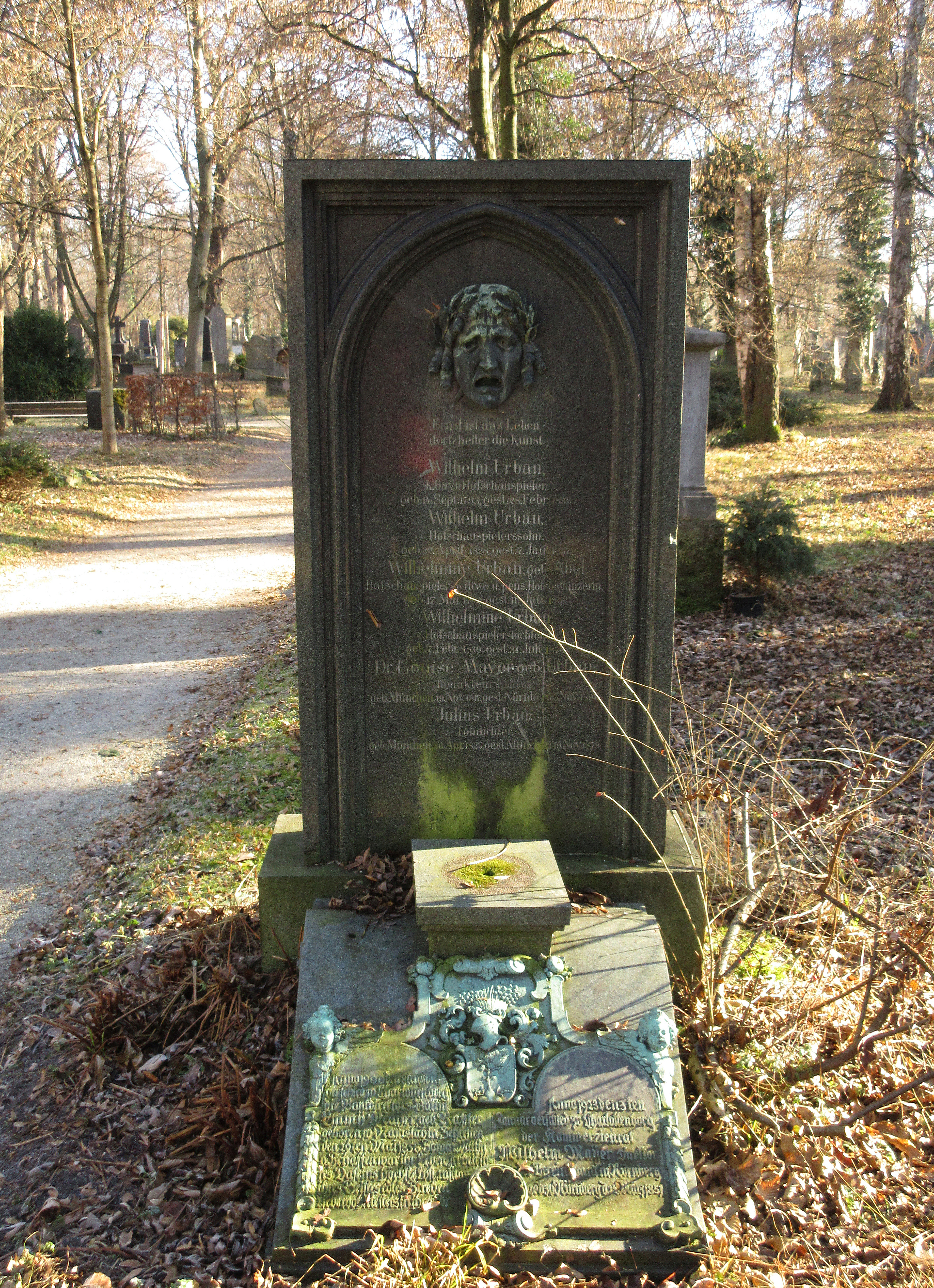
Grab von Wilhelm Urban auf dem Alten Südlichen Friedhof in München

Die Grabstätte von Wilhelm Urban befindet sich auf dem Alten Südlichen Friedhof in München (Gräberfeld 25 – Reihe 10 – Platz 40) Standort.